# Sorption enhanced water gas shift
La sorption enhanced water gas shift (SEWGS, letteralmente "reazione di spostamento del gas d'acqua migliorata con un processo di adsorbimento") è una tecnologia che combina un processo di cattura dell'anidride carbonica in pre-combustione con la reazione di spostamento del gas d'acqua (water gas shift) con lo scopo di produrre un flusso ricco di idrogeno a partire dal gas di sintesi.
La reazione di water gas shift converte il monossido di carbonio in anidride carbonica:
{\displaystyle {\ce {CO + H2O -> CO2 + H2}}}
mentre l'anidride carbonica è catturata e rimossa attraverso un processo di adsorbimento.
L'adsorbimento e la rimozione in situ della CO2 spostano l'equilibrio della reazione di water gas shift, convertendo totalmente il monossido di carbonio e massimizzando la produzione di idrogeno ad alta pressione.
Questa tecnologia ha iniziato a guadagnare attenzione a partire dall'inizio del secondo decennio del XXI secolo, dal momento che presenta vantaggi rispetto alle convenzionali tecnologie per la cattura della CO2 e perché l'idrogeno viene considerato il vettore energetico del futuro.

## Processo

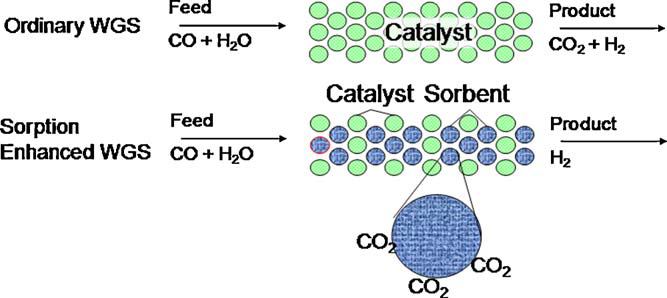
In alto: reazione di water gas shift. In basso: concetto del processo SEWGS.

La tecnologia SEWGS combina la reazione di water gas shift con l'adsorbimento dell'anidride carbonica su un materiale solido. I range tipici di temperatura e pressione sono 350-550 °C e 20-30 bar. Il gas in ingresso al reattore SEWGS è, solitamente, una miscela di idrogeno, CO e and CO2 a cui viene aggiunto del vapore per la conversione di CO in CO2.
La conversione del monossido di carbonio in anidride carbonica è incrementata spostando l'equilibrio della reazione attraverso l'adsorbimento e la rimozione della CO2.
La tecnologia SEWGS si basa su unità di pressure swing adsorption (PSA) in cui i serbatoi sono riempiti dal catalizzatore della reazione di water gas shift e dal materiale adsorbente. Ogni serbatoio è soggetto a una serie di processi. Nella fase di adsorbimento/reazione viene prodotto un flusso di idrogeno ad alta pressione, mentre un flusso ricco di CO2 viene generato durante la rigenerazione del sorbente.
Il processo inizia inviando il gas di sintesi al reattore SEWGS, dove l'anidride carbonica è adsorbita producendo un flusso ricco di idrogeno. La rigenerazione del primo serbatoio inizia quando il materiale adsorbente è saturato dalla CO2 catturata, dirigendo il flusso di gas di sintesi ad un altro serbatoio. Dopo la fase di rigenerazione, il serbatoio viene ri-pressurizzato. Una configurazione a più serbatoi è necessaria per garantire la produzione continua di idrogeno e di anidride carbonica. Il numero ottimale di serbatoio, solitamente, varia tra 6 e 8.

### Reazione di water gas shift
La reazione di water gas shift è la reazione tra il monossido di carbonio e il vapore d'acqua per formare idrogeno e anidride carbonica:
{\displaystyle {\ce {CO + H2O -> CO2 + H2}}}
Questa reazione fu scoperta da Felice Fontana e viene adottata in diversi processi industriali, come nella produzione dell'ammoniaca, degli idrocarburi, del metanolo, dell'idrogeno e di altri prodotti chimici. Nei processi industriali vengono utilizzate due sezioni di water gas shift, una ad alta temperatura e una a bassa temperatura, con uno stage di raffreddamento intermedio.

### Adsorbimento

Esempio di schema di funzionamento di un impianto di rigenerazione del tipo pressure swing.

Il fenomeno dell'adsorbimento su una superficie solida avviene quando una sostanza, solitamente un gas, entra in contatto con la superficie solida del materiale adsorbente, formando dei legami. I principali processi di adsorbimento sono due: quello fisico e quello chimico. Il primo è il risultato dell'interazione delle forze intermolecolari. Dal momento che i legami formati sono deboli la sostanza adsorbita può essere separata facilmente. Nell'adsorbimento chimico, invece, vengono formati dei legami chimici. Questo significa che l'assorbimento/rilascio del calore di adsorbimento e l'energia di attivazione sono più grandi rispetto al caso dell'adsorbimento fisico. Questi due fenomeni, molto spesso, avvengono simultaneamente. Il materiale adsorbente è poi rigenerato attraverso un processo di desorbimento, attraverso il quale la sostanza catturata viene rilasciata.
Nella tecnologia SEWGS la tecnologia pressure swing adsorption (PSA) è impiegata per rigenerare il materiale adsorbente e produrre un flusso ricco di anidride carbonica. Il processo è simile a quello utilizzato per la separazione dell'aria, per la purificazione dell'idrogeno o per la separazione di altri gas.

### Tecnologie convenzionali per la cattura dell'anidride carbonica

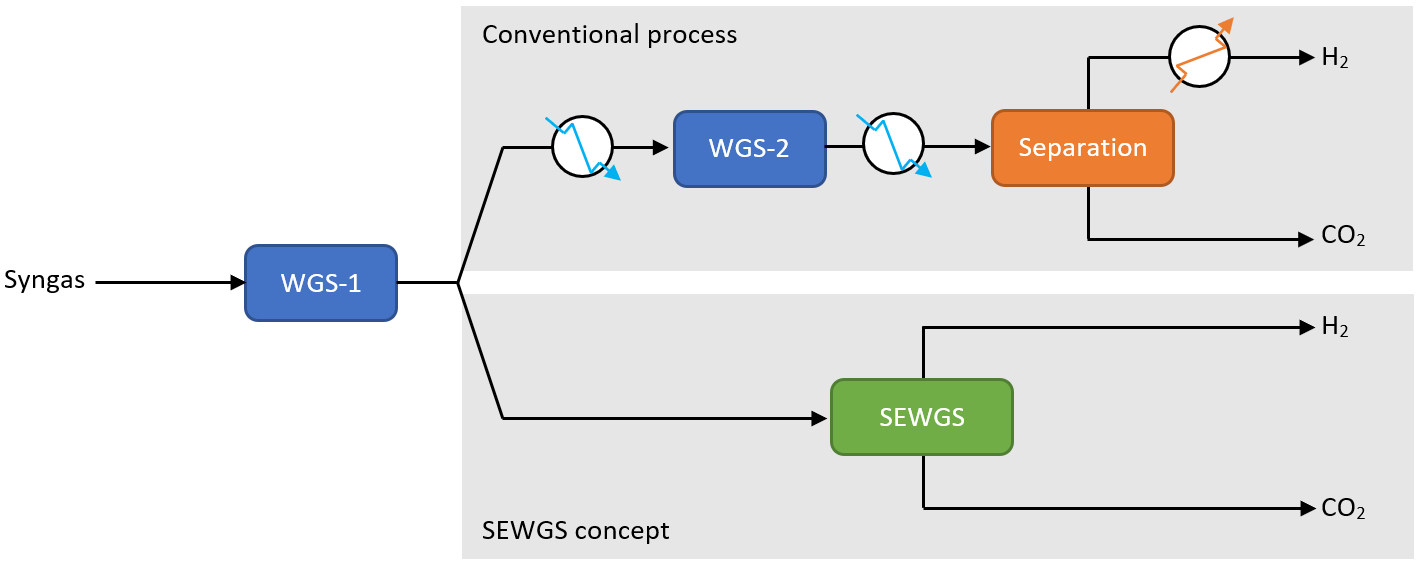
Schema di processo per la cattura della CO_{2}. In alto: schema per tecnologie convenzionali. In basso: schema per il processo SEWGS.

La tecnologia convenzionalmente utilizzata per la rimozione dell'anidride carbonica è quella dell'assorbimento con ammine. Nell'assorbimento chimico le interazioni tra la sostanza assorbita (CO2) ed un solvente producono un liquido ricco, che viene poi inviato a una colonna di desorbimento dove l'anidride carbonica viene separata dal solvente, che viene riutilizzato. Le ammine normalmente utilizzate per la rimozione della CO2 sono:
- etanolammina (C2H7NO),
- dietanolammina (C4H11NO2),
- trietanolammina (C6H15NO3),
- etanolammina (C2H7NO),
- metildietanolammina (C5H13NO2).[8]

### Vantaggi del processo SEWGS rispetto alle tecnologie convenzionali
La tecnologia SEWGS presenta alcuni vantaggi rispetto alle tecnologie tradizionalmente impiegate per la rimozione, in pre-combustione, dell'anidride carbonica. Le tecnologie convenzionali, infatti, per avere un'elevata conversione del monossido di carbonio in anidride carbonica, necessitano di due reattori di water gas shift (uno ad alta temperatura e uno a bassa temperatura) con uno stage intermedio di raffreddamento. Un ulteriore stadio di raffreddamento è necessario a valle del secondo reattore WGS per la cattura della CO2 con un solvente. Inoltre, il flusso di idrogeno all'uscita della sezione SEWGS può essere direttamente utilizzato in una turbina a gas, mentre il flusso di idrogeno prodotto con un processo tradizionale necessita di uno stage di riscaldamento.

## Applicazioni
L'importanza di questa tecnologia è direttamente correlata al problema del riscaldamento globale ed alla riduzione delle emissioni di anidride carbonica. Nell'economia dell'idrogeno, l'idrogeno, considerato un vettore energetico pulito, sostituirà i combustibili fossili, dal momento che non produce inquinanti e possiede un elevato contenuto energetico. L'interesse per l'idrogeno come alternativa ai combustibili fossili ha iniziato ad aumentare dall'inizio del secondo decennio del XXI secolo.
La tecnologia SEWGS, attraverso cui è possibile produrre un flusso di idrogeno ad elevata purezza, trova una possibile applicazione in diversi processi industriali, come, ad esempio, negli impianti per la generazione di potenza a partire dai combustibili fossili o nell'industria dell'acciaio.
L'integrazione del processo SEWGS nei cicli combinati a gas (NGCC) o negli impianti di gassificazione a ciclo combinato (IGCC) è stata studiata in quanto permetterebbe di produrre energia elettrica a partire dal gas naturale o dal carbone, con limitate emissioni di anidride carbonica. Negli impianti NGCC la cattura della CO2 è pari al 95%, con una purezza del 99% del flusso di CO2, mentre, negli impianti IGCC, la cattura della CO2 è pari al 90%, con una purezza del 99%.
Lo studio per l'integrazione della tecnologia SEWGS nelle acciaierie è iniziata durante il secondo decennio del XXI secolo. L'obiettivo è quello di ridurre l'impronta ecologica di questo processo industriale, responsabile del 6% delle emissioni totali di anidride carbonica e del 16% delle emissioni generate dai processi industriali.
La CO2 catturata e rimossa può essere sequestrata o utilizzata per la produzione di prodotti chimici.

## Sorbenti per il processo SEWGS
I sorbenti utilizzati per il processo SEWGS devono avere le seguenti caratteristiche:
- alta capacità di adsorbimento della CO2 e selettività rispetto all'idrogeno
- basso adsorbimento per H2O
- basso costo
- stabilità meccanica a fronte di variazioni di pressione e temperatura
- stabilità chimica in presenza di impurità
- facilità di rigenerazione attraverso l'uso del vapore

Diversi materiali sono stati studiati per essere utilizzati nel processo SEWGS. Alcuni di questi sono:
- idrotalcite promossa con carbonato di potassio (K2CO3)[4][11]
- ossido di alluminio promosso con potassio[11]
- Na–Mg[12]
- CaO[13]

L'idrotalcite promossa con carbonato di potassio è il sorbente maggiormente studiato per il processo SEWGS.
Le sue principali caratteristiche sono:
- basso costo
- sufficientemente alta capacità di adsorbimento della CO2
- rapida cinetica di adsorbimento
- buona stabilità meccanica